# Світло днів
«Світло днів: Нерозказана історія жінок руху опору в гітлерівських гето» (англ. The Light of Days: The Untold Story of Women Resistance Fighters in Hitler's Ghettos) — це науково-популярна книжка канадської письменниці Джуді Баталіон 2021 року.

## Прийняття
Kirkus Reviews назвав книжку «гучною історією єврейських жінок, які боролися з німецькими загарбниками у Другій світовій війні» та «бажаним доповненням до літератури про Голокост та антинацистський спротив». Даян Коул з Wall Street Journal написала, що книжка «не вагається описувати безглузді акти жорстокості та тортур нацистів, свідками яких ці жінки були та які вони пережили», назвавши книжку «добре дослідженою та захопливою хронікою».
Джулія М. Кляйн з Boston Globe написала, що книжка «заглиблює читачів у психіку цих жінок» і щообсяг досліджень  Баталіон «вражає, а її відданість темі — щира й зворушлива. Але сам масштаб книжки — велика кількість персонажів, широке географічне охоплення та поєднання хронологічної й тематичної структури — може відлякати менш підготовлених читачів». У статті для The New York Times Соня Пернелл сказала, що книжка «пульсує одночасно люттю та гордістю», але що «цілком зрозуміло, що авторка прагнула вшанувати багатьох, але простіша структура й менша кількість персонажів могли б надати оповіді ще більшої сили».

## Переклад українською
2023 року у видавництві «Книголав» вийшов український переклад книжки. Перекладачка — 	Катерина Диса.

## Зовнішні посилання
- Інтерв'ю з Баталіон про «Світло днів», 13 квітня 2021 р., C-SPAN